# Atsushi Natori
Atsushi Natori, född 12 november 1961 i Saitama prefektur, Japan, är en japansk tidigare fotbollsspelare.